# Добржанський Володимир Пантелеймонович
Володи́мир Пантелеймо́нович Добржа́нський — український кінооператор.
Народився 25 травня 1892 р. Помер 1939 р. Закінчив двокласне училище в Києві. Був рядовим у Першу світову війну.
З 1919 р. працював в Українському кінокомітеті, а з 1925 р. — в «Пролеткіно».

## Фільмографія
Зняв 1919 р. фільми:
- «Всеобуч»,
- «Єдина світова республіка праці»,
- «Мир хатам, війна палацам»,
- «На допомогу Червоному Харкову»,
- «Повстаньте гнані і голодні»,
- «Революційний тримайте крок»,
- «Слухайте, брати!»,
- «Хай згине темрява, хай живе світло!»,
- «Це буде останній і вирішальний бій»,
- «Червона ріпка»,
- «Червоний командир»,
- «Боротьба за «Ультиматум»» (1923),
- «Друга дружина» (1927),
- «Прокажена» (1928).